# Luca Boog
Luca Boog (* 24. Mai 2000; heimatberechtigt in Beromünster und Knutwil) ist ein Schweizer Politiker (Die Mitte) und Mitglied des Luzerner Kantonsrates.

## Leben
Luca Boog wuchs in Gunzwil im Kanton Luzern auf. Er besuchte die Primarschule im Ortsteil Gunzwil und die Sekundarschule in Beromünster. Nach der obligatorischen Schulzeit absolvierte Boog ein Au-Pair Jahr im Kanton Freiburg und besuchte die Sprachschule in Neuenburg. Im Sommer 2016 begann er seine Ausbildung zum Kaufmann EFZ, Profil-E, Branche Bauen und Wohnen.

## Politik
Bei den Gesamterneuerungswahlen vom 2. April 2023 wurde Boog für Die Mitte im Wahlkreis Sursee in den Luzerner Kantonsrat gewählt. Dort nimmt er Einsitz in der Aufsichts- und Kontrollkommission sowie der Stabsgruppe der Geschäftsleitung. In der Kommission Gesundheit, Arbeit und soziale Sicherheit ist er Ersatzmitglied.
Luca Boog war Kampagnenleiter der Die Mitte Kanton Luzern für das Wahljahr 2023. Per Dezember 2023 wurde er Parteisekretär (Geschäftsführer) der Luzerner Kantonalpartei. Er führt diese Funktion in einem 80%-Pensum aus.
Im April 2024 wurde Luca in Beromünster in den Gemeinderat gewählt und ist seit dem ersten September 2024 für die Amtsperiode 2024–2028 Vorsteher des Ressorts Gesellschaft und Soziales.

### Jungparteien
Luca Boog war 2018 bis 2021 Mitglied im Vorstand des Jugendparlaments Kanton Luzern. Im Frühling 2021 wurde er Generalsekretär der Jungen Mitte Schweiz in Bern. Dieses Amt hatte er bis im Frühling 2022 inne.
Im Herbst 2020 wurde Boog Präsident der Jungen Mitte Kanton Luzern (damals noch Junge CVP). Nach rund vier Jahren im Amt gab er das Präsidium am 14. Juni 2024 ab.